# Stubben
Stubben là một đô thị ở huyện huyện Cuxhaven, trong bang Niedersachsen, nước Đức. Đô thị Stubben có diện tích 8,62 km².